# Junot Díaz
Junot Díaz (sinh ngày 31 tháng 12 năm 1968) là một nhà văn, giáo sư viết lách sáng tạo người Mỹ gốc Donimica tại Viện Công nghệ Massachusetts (MIT) và tổng biên tập mảng tác phẩm hư cấu tại tạp chí Boston Review. Ông còn giữ một vị trí trong ban cố vấn của Đại học Tự do – một tổ chức tình nguyện tại Georgia cung cấp những chỉ dẫn hậu trung học dành cho những người nhập cư không có thẻ căn cước. Trọng tâm trong các tác phẩm của Díaz là trải nghiệm của những người nhập cư, mà đặc biệt là người nhập cư gốc Latin.
Sinh ra tại Santo Domingo, Cộng hòa Dominica, Díaz cùng gia đình nhập cư của mình chuyển đến New Jersey sinh sống lúc ông mới lên 6 tuổi. Ông nhận được bằng Cử nhân Nghệ thuật từ Đại học Rutgers và ngay sau đó sáng tạo ra nhân vật "Yunior" (nhân vật này từng là người kể chuyện trong nhiều cuốn sách sau này của ông). Sau khi lấy bằng Cử nhân Mỹ thuật từ Đại học Cornell, Díaz đã xuất bản tác phẩm đầu tiên của mình – tuyển tập truyện ngắn Drown vào năm 1995.
Năm 2008, Díaz giành giải Pulitzer cho tác phẩm hư cấu nhờ cuốn tiểu thuyết The Brief Wondrous Life of Oscar Wao và nhận Học bổng MacArthur mang tên "Genius Grant" vào năm 2012.

## Danh sách tác phẩm

### Tiểu thuyết
- The Brief Wondrous Life of Oscar Wao. New York: Riverhead, 2007. ISBN 978-1-59448-958-7

### Tuyển tập truyện ngắn
- Drown. New York: Riverhead, 1996. ISBN 978-1-57322-041-5
- This Is How You Lose Her. New York: Riverhead, 2012. ISBN 978-1-59448-736-1

### Sách thiếu nhi
- Islandborn (với tranh minh họa của Leo Espinosa). New York: Dial Press, 2018. ISBN 978-0735229860.

### Tiểu luận
- "Homecoming, with Turtle" (The New Yorker, 14 tháng 6 năm  2004)
- "Summer Love, Overheated"[liên kết hỏng] (GQ, tháng 4 năm 2008)
- "One Year: Storyteller-in-Chief" (The New Yorker, 20 tháng 1 năm 2010)
- "Apocalypse: What Disasters Reveal" (Boston Review, tháng 5/tháng 6 năm 2011)
- "MFA vs. POC" (The New Yorker, 30 tháng 4 năm 2014)
- "The Silence: The Legacy of Childhood Trauma"  (The New Yorker, 16 tháng 4 năm 2018)

### Giả tưởng suy đoán
- "Monstro". Latinx Rising. Đại học báo chí bang Ohio. 2020.[6]